# Sportjahr 1966
Liste der Sportjahre

◄◄ | ◄ | 1962 | 1963 | 1964 | 1965 | Sportjahr 1966 | 1967 | 1968 | 1969 | 1970 | ► | ►►

Weitere Ereignisse

## Badminton
Höhepunkte des Badmintonjahres 1966 waren der Uber Cup 1966 sowie die All England, die Irish Open, die Scottish Open, die German Open, die Dutch Open, die Denmark Open, die Asienspiele, die British Empire and Commonwealth Games und die French Open. 

### Internationale Veranstaltungen
| Veranstaltung | Herreneinzel   | Dameneinzel        | Herrendoppel                   | Damendoppel                        | Mixed                               |
| ------------- | -------------- | ------------------ | ------------------------------ | ---------------------------------- | ----------------------------------- |
| All England   | Tan Aik Huang  | Judy Hashman       | Ng Boon Bee Tan Yee Khan       | Judy Hashman Sue Devlin Peard      | Finn Kobberø Ulla Strand            |
| French Open   | Ang Tjin Siang | Imre Rietveld      | Ang Tjin Siang Wong Pek Shen   | Julie Charles Imre Rietveld        | Erland Kops Marianne Svensson       |
| German Open   | Erland Kops    | Irmgard Latz       | Per Walsøe Poul-Erik Nielsen   | Judy Hashman Sue Peard             | Morten Pommergaard Ulla Strand      |
| Malaysia Open | Tan Aik Huang  | Minarni Sudaryanto | Eddy Choong Tan Aik Huang      | Retno Koestijah Minarni Sudaryanto | A. P. Unang Retno Koestijah         |
| Swedish Open  | Svend Pri      | Judy Hashman       | Henning Borch Jørgen Herlevsen | Judy Hashman Eva Twedberg          | Per Walsøe Pernille Mølgaard Hansen |

## Leichtathletik
- 5. Juli – Ron Clarke, Australien, lief die 5000 Meter der Herren in 13:16,6 Minuten.
- 7. Juli – Ludvík Danek, Tschechoslowakei, erreichte im Diskuswurf der Herren 66,07 Meter.
- 10. Juli – Jim Ryun, USA, lief die 800 Meter der Herren in 1:44,9 Minuten.
- 14. Juli – Bob Seagren, USA, erreichte im Stabhochsprung der Herren 5,32 Meter.
- 17. Juli – F. J. Kemper – W. J. Schulte – Hillen – H. Norpoth, Deutschland, liefen die 3-mal-1000-Meter-Staffel bei den DM in 7:01,2 Minuten.
- 23. Juli – Roberta Picco, Kanada, lief die 3000 Meter der Damen 9:44,0 Minuten.
- 5. August – Ron Clarke, Australien, lief die 5000 Meter der Herren in 13:16,6 Minuten.
- 12. August – Bob Seagren, USA, erreichte im Stabhochsprung der Herren 5,32 Meter.
- 23. August – John Pennel, USA, erreichte im Stabhochsprung der Herren 5,34 Meter.
- 24. August – Russ Hodge, USA, erreichte im Zehnkampf der Herren 8230 Punkte.
- 10. September – Wendell Mottley lief die 400 Meter der Herren in 44,82 Sekunden.

## Orientierungslauf
- 1. und 2. Oktober – Im finnischen Fiskars finden die ersten Orientierungslauf-Weltmeisterschaften statt. Der Norweger Åge Hadler und die Schwedin Ulla Lindkvist gewinnen die Einzelentscheidungen.

## Tischtennis
- Tischtennis-Europameisterschaft 1966 13. bis 20. April in London
- Länderspiele Deutschlands (Freundschaftsspiele)
  - Februar: Bad Homburg: D. – Ungarn 5:3 (Herren)
  - 1. März: Bremen: D. – CSSR 1:3 (Damen)
  - 8. März: Osnabrück: D. – Japan 1:5 (Herren)
  - 8. März: Osnabrück: D. – Japan 0:3 (Damen)
  - 28. Oktober: Mödling: D. – Österreich 5:0 (Herren)
  - 28. Oktober: Mödling: D. – Österreich 5:0 (Damen)
  - Bremen: D. – CSSR 1:5 (Herren)
  - Bad Homburg: D. – Ungarn 1:3 (Damen)
  - Februar: Hoyerswerda: DDR – Jugoslawien 0:5 (Herren)
  - Februar: Hoyerswerda: DDR – Jugoslawien 3:1 (Damen)
  - April: DDR – Ungarn 3:5 (Herren)
  - April: DDR – Ungarn 1:3 (Damen)
  - November Ungarn: DDR – Ungarn 1:5 (Herren)
  - November Ungarn: DDR – Ungarn 3:0 (Damen)

## Geboren

### Januar

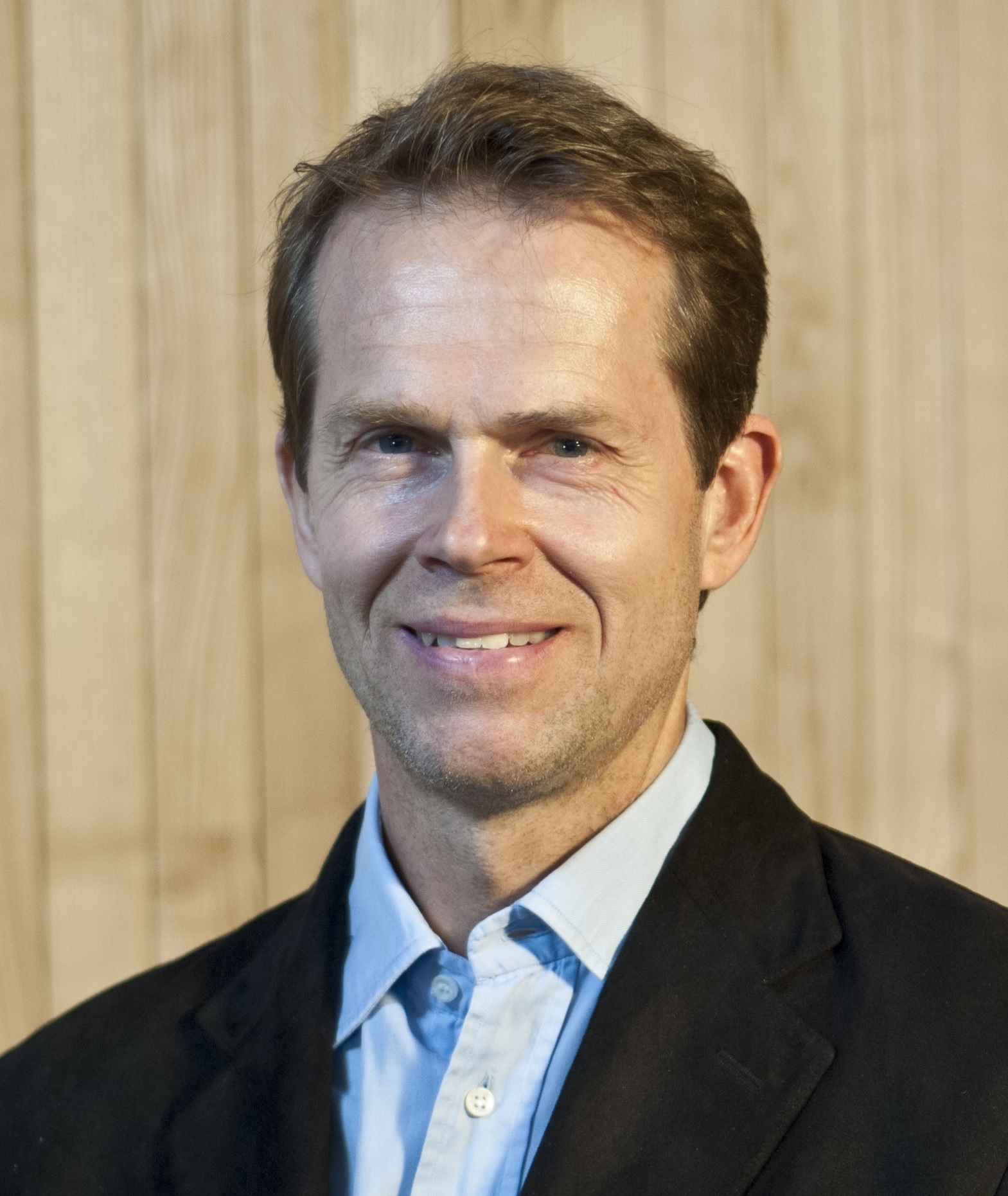
Stefan Edberg

- 02. Januar: Artur Akojew, russischer Gewichtheber
- 03. Januar: Holger Kretschmer, deutscher Handballspieler und -trainer
- 06. Januar: Attilio Lombardo, italienischer Fußballspieler und -trainer
- 07. Januar: Iris Plotzitzka, deutsche Kugelstoßerin
- 07. Januar: Corrie Sanders, südafrikanischer Boxer († 2012)
- 08. Januar: Trude Dybendahl, norwegische Skilangläuferin († 2024)
- 10. Januar: Kennedy McKinney, US-amerikanischer Boxer
- 11. Januar: Kelley Law, kanadische Curlingspielerin
- 12. Januar: Craig Parry, australischer Golfer
- 12. Januar: Andreas Wallenhorst, deutscher Fußballtrainer
- 13. Januar: Denis Lathoud, französischer Handballspieler und -trainer († 2025)
- 14. Januar: Günter Abel, deutscher Fußballspieler und -trainer
- 15. Januar: Rommel Fernández, panamaischer Fußballspieler († 1993)
- 16. Januar: Jorge Aguilera, kubanischer Sprinter
- 16. Januar: Carlos Sousa, portugiesischer Marathonrallyefahrer
- 17. Januar: Nobuyuki Kojima, japanischer Fußballspieler
- 18. Januar: Charles Ariiotima, tahitischer Fußballschiedsrichter
- 18. Januar: Alexander Chalifman, russischer Schachspieler
- 19. Januar: Stefan Edberg, schwedischer Tennisspieler
- 19. Januar: Aaron Slight, neuseeländischer Motorradrennfahrer
- 24. Januar: Igor Wassiljew, russischer Handballspieler und -trainer († 2023)
- 25. Januar: Mahmut Calışkan, türkischer Fußballspieler
- 28. Januar: Hermann Andrejew, russischer Fußballtrainer und Fußballspieler
- 29. Januar: Maxim Dlugy, US-amerikanischer Schachspieler
- 29. Januar: Romário, brasilianischer Fußballspieler
- 31. Januar: Jorge González, argentinischer Wrestler und Basketballspieler († 2010)
- 31. Januar: Rolf Järmann, Schweizer Radfahrer
- 31. Januar: JJ Lehto, finnischer Automobilrennfahrer
- 31. Januar: Thomas Treß, deutscher Fußballfunktionär

### Februar
- 01. Februar: Michelle Akers, US-amerikanische Fußballspielerin
- 01. Februar: Jelena Nikolajewa, russische Leichtathletin und Olympiasiegerin
- 04. Februar: Wjatscheslaw Jekimow, russischer Radrennfahrer
- 05. Februar: Rok Petrovič, slowenischer Skirennläufer († 1993)
- 07. Februar: Monika Weber, deutsche Florettfechterin
- 07. Februar: Roland Bervillé, französischer Automobilrennfahrer

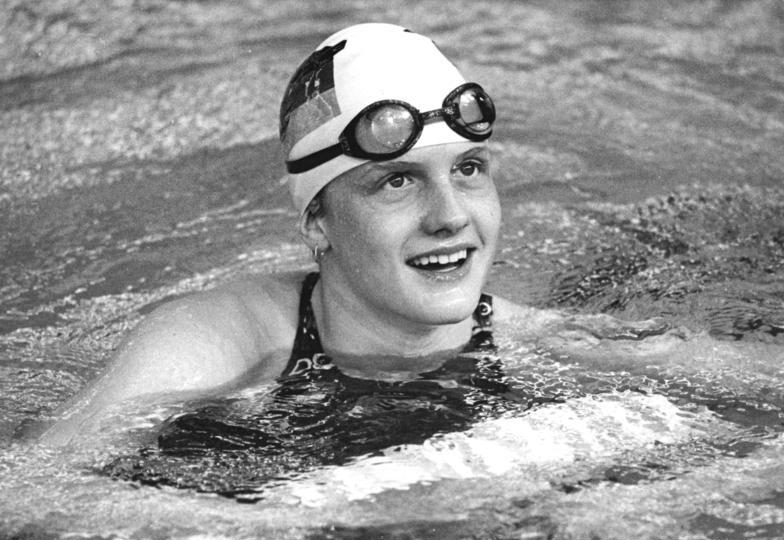
Kristin Otto

- 07. Februar: Kristin Otto, deutsche Schwimmerin, Olympiasiegerin und Journalistin
- 07. Februar: Luketz Swartbooi, namibischer Langstreckenläufer
- 08. Februar: Alex Antonitsch, österreichischer Tennisspieler
- 08. Februar: Bruno Labbadia, Fußballspieler und -trainer
- 08. Februar: Christo Stoitschkow, bulgarischer Fußballspieler
- 09. Februar: Ellen van Langen, niederländische Leichtathletin
- 11. Februar: Patrik Kühnen, deutscher Tennisspieler
- 12. Februar: Jörg Ahmann, deutscher Volleyballspieler
- 15. Februar: Jim Moodie, britischer Motorradrennfahrer
- 16. Februar: Wojciech Kurpiewski, polnischer Kanute († 2016)
- 16. Februar: Peter Neustädter, deutscher Fußballspieler
- 17. Februar: Atle Skårdal, norwegischer Skirennläufer
- 18. Februar: Dmitri Konyschew, russischer Radrennfahrer
- 18. Februar: Tamara Vidali, italienische Automobilrennfahrerin
- 19. Februar: Paul Haarhuis, niederländischer Tennisspieler
- 19. Februar: Adelheid Gapp, österreichische Skirennläuferin
- 19. Februar: Vincenzo „Enzo“ Scifo, belgischer Fußballspieler
- 20. Februar: Dennis Mitchell, US-amerikanischer Leichtathlet und Olympiasieger
- 20. Februar: Rudolf Nierlich, österreichischer Skirennläufer († 1991)
- 21. Februar: Michaela Marzola, italienische Skirennläuferin
- 22. Februar: Luca Marchegiani, italienischer Fußballspieler
- 25. Februar: Andreas Helmer, deutscher Fußballspieler
- 26. Februar: Urs Kälin, Schweizer Skirennläufer
- 26. Februar: Marc Fortier, kanadischer Eishockeytrainer und -spieler

### März

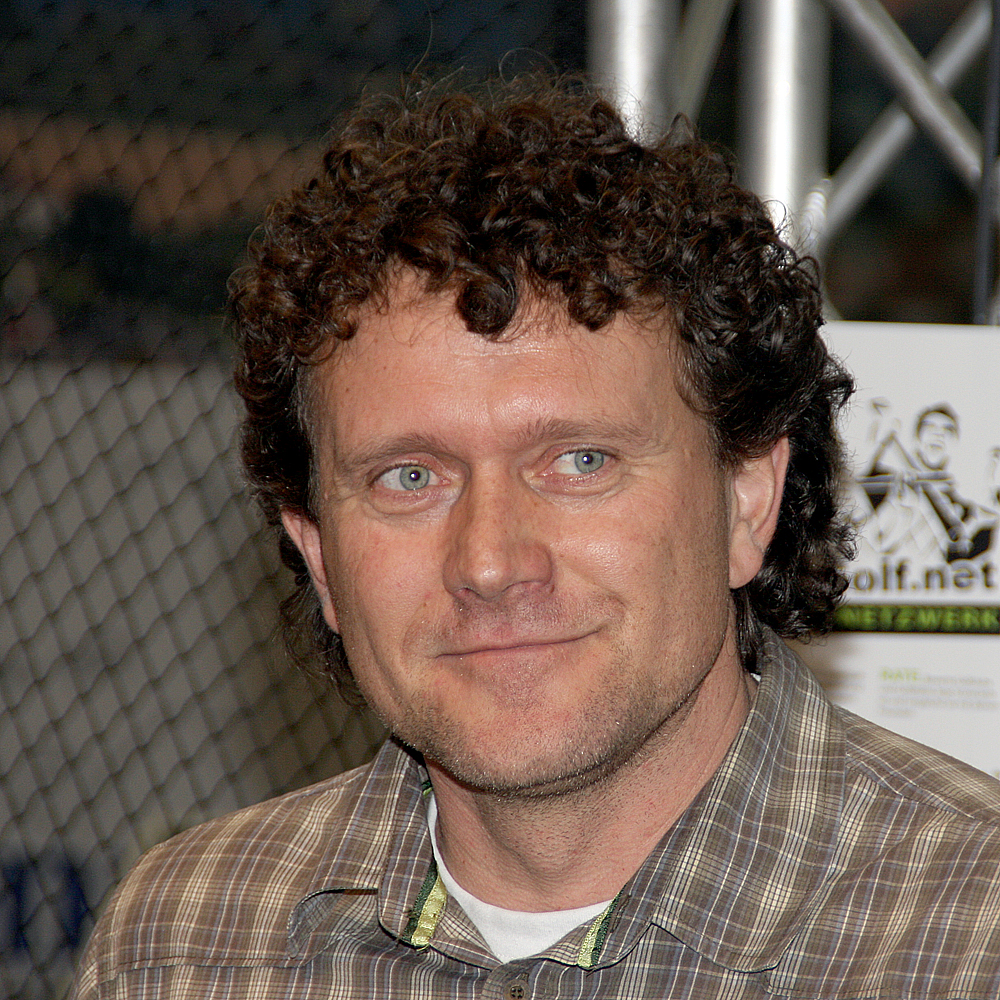
Olaf Marschall

- 01. März: Roman Grill, deutscher Fußballspieler
- 04. März: Emese Hunyady, ungarisch-österreichische Eisschnellläuferin
- 06. März: Maurice Ashley, US-amerikanischer Schachspieler
- 07. März: Günter Csar, österreichischer Nordischer Kombinierer und Skisporttrainer
- 08. März: Khalid Khan, deutscher Handballspieler und -trainer
- 10. März: Petter Thoresen, norwegischer Orientierungsläufer
- 11. März: Stéphane Demol, belgischer Fußballspieler und -trainer († 2023)
- 13. März: Im Eun-ju, südkoreanische Fußballschiedsrichterin und Sportfunktionärin
- 15. März: Markus Woznicki, deutscher Taekwondokämpfer
- 18. März: Irina Chabarowa, russische Sprinterin
- 19. März: Olaf Marschall, deutscher Fußballspieler
- 21. März: Benito Archundia, mexikanischer Fußballschiedsrichter
- 21. März: Hauke Fuhlbrügge, deutscher Leichtathlet
- 22. März: Katharina Gutensohn, österreichisch-deutsche Skirennläuferin
- 24. März: Anja Spengler, deutsche Tischtennisspielerin
- 25. März: Humberto González, mexikanischer Halbfliegengewichtsboxer
- 29. März: Krassimir Balakow, bulgarischer Fußballspieler
- 29. März: Sigrid Kirchmann, österreichische Leichtathletin
- 30. März: Sieglinde Winkler, österreichische Skirennläuferin
- 31. März: Roger Black, britischer Leichtathlet
- 31. März: Edith Thys, US-amerikanische Skirennläuferin

### April
- 01. April: Uwe Westendorf, deutscher Ringer
- 02. April: Teddy Sheringham, englischer Fußballspieler
- 04. April: Finn Christian Jagge, norwegischer Skirennläufer († 2020)
- 07. April: Michela Figini, Schweizer Skirennläuferin
- 09. April: Thomas Doll, deutscher Fußballspieler und Fußballtrainer

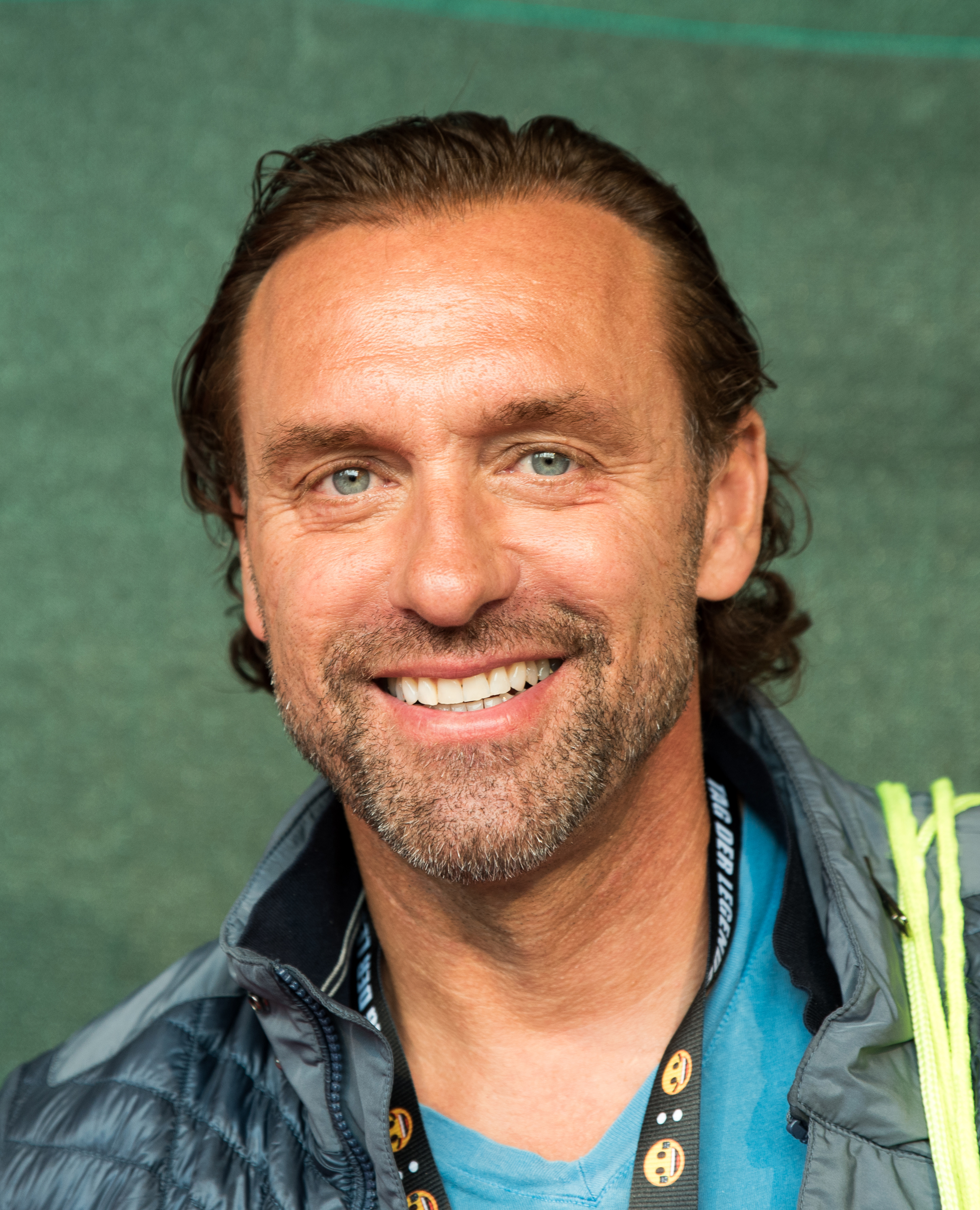
Thomas Doll

- 11. April: Harald Rodlauer, österreichischer Skispringer
- 11. April: Peter Stöger, österreichischer Fußballspieler
- 13. April: Klaus Kynde Nielsen, dänischer Radrennfahrer
- 15. April: Andrei Olchowski, russischer Tennisspieler
- 16. April: Marty Pierce, US-amerikanischer Eisschnellläufer
- 17. April: Jewgeni Wladimirowitsch Beloscheikin, russischer Eishockeytorwart († 1999)
- 18. April: Trine Hattestad, norwegische Leichtathletin
- 23. April: Franco Foda, deutscher Fußballspieler
- 25. April: Rubén Sosa, uruguayischer Fußballspieler
- 26. April: Ralf Geilenkirchen, deutscher Fußballspieler
- 27. April: Marco Werner, deutscher Automobilrennfahrer
- 28. April: Jean-Luc Crétier, französischer Skirennläufer
- 28. April: John Daly, US-amerikanischer Golfspieler

### Mai

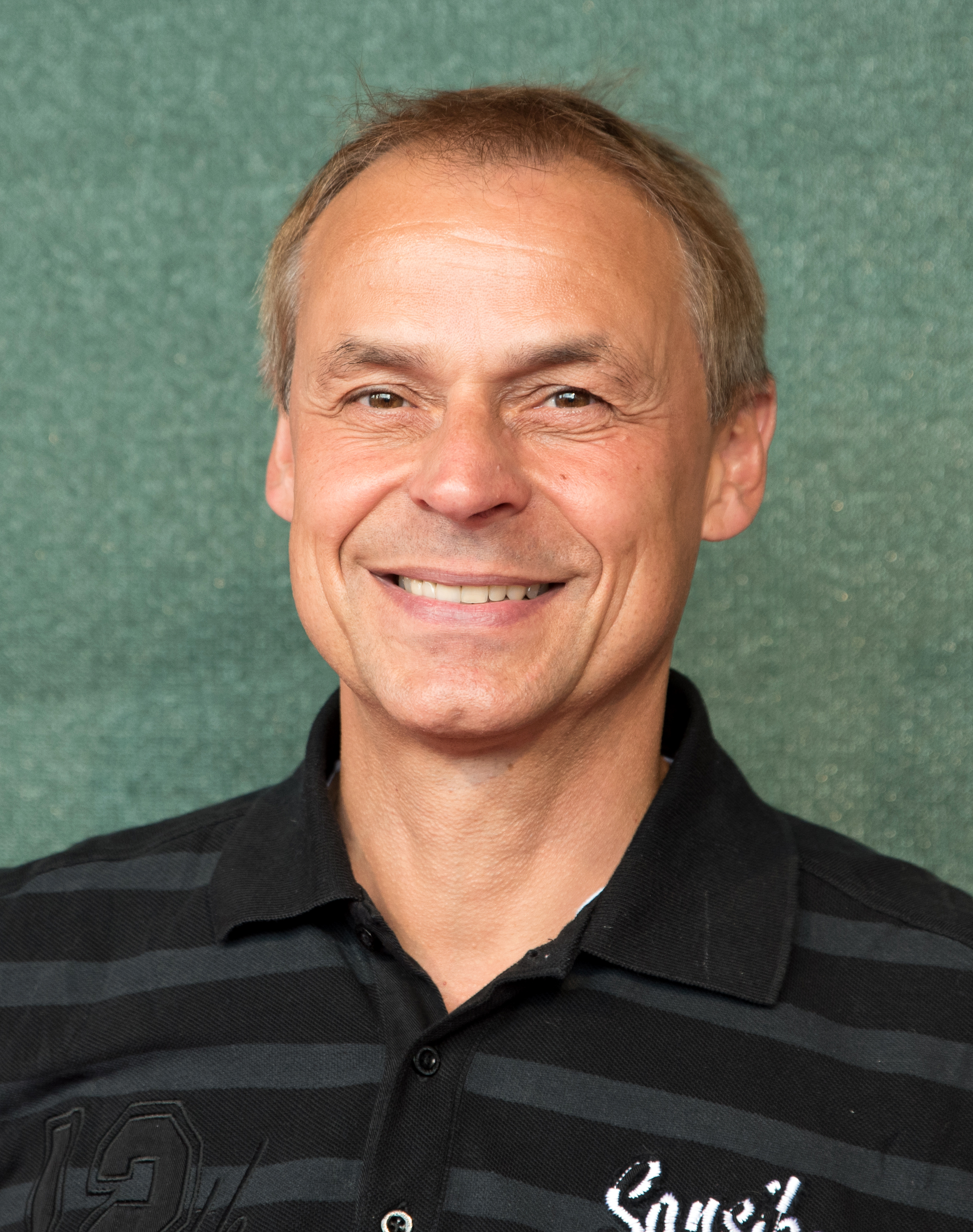
Olaf Thon

- 01. Mai: Andrea Limper-Pfeil, deutsch-polnische Fußballspielerin und -trainerin
- 01. Mai: Olaf Thon, deutscher Fußballspieler
- 05. Mai: Ljubow Jegorowa, russische Skilangläuferin und sechsmalige Olympiasiegerin
- 07. Mai: Andrea Tafi, italienischer Radrennfahrer
- 07. Mai: Jörg Neun, deutscher Fußballspieler
- 08. Mai: Cláudio Taffarel, brasilianischer Fußballspieler
- 10. Mai: Mikael Andersson, schwedischer Eishockeyspieler
- 10. Mai: Jonathan Edwards, britischer Leichtathlet
- 13. Mai: Peter Zakowski, deutscher Automobilrennfahrer
- 16. Mai: Thurman Thomas, US-amerikanischer American-Football-Spieler
- 17. Mai: Magnus Andersson, schwedischer Handballtrainer und -spieler
- 17. Mai: Henrik Larsen, dänischer Fußballspieler
- 20. Mai: Ahmet Ak, türkischer Ringer
- 20. Mai: Peter Artner, österreichischer Fußballspieler
- 21. Mai: Tatjana Ledowskaja, sowjetisch-belarussische Leichtathletin
- 21. Mai: Daria Nauer, Schweizer Leichtathletin
- 22. Mai: Sergio Lafuente, uruguayischer Gewichtheber und Rallyefahrer
- 22. Mai: Thomas Zereske, deutscher Kanute († 2004)
- 23. Mai: Uli Schuppler, deutscher Handballspieler
- 24. Mai: Manfred Bender, deutscher Fußballspieler
- 24. Mai: Éric Cantona, französischer Fußballspieler und Schauspieler
- 26. Mai: Zola Budd, südafrikanische Leichtathletin
- 27. Mai: Detlef Irrgang, deutscher Fußballspieler

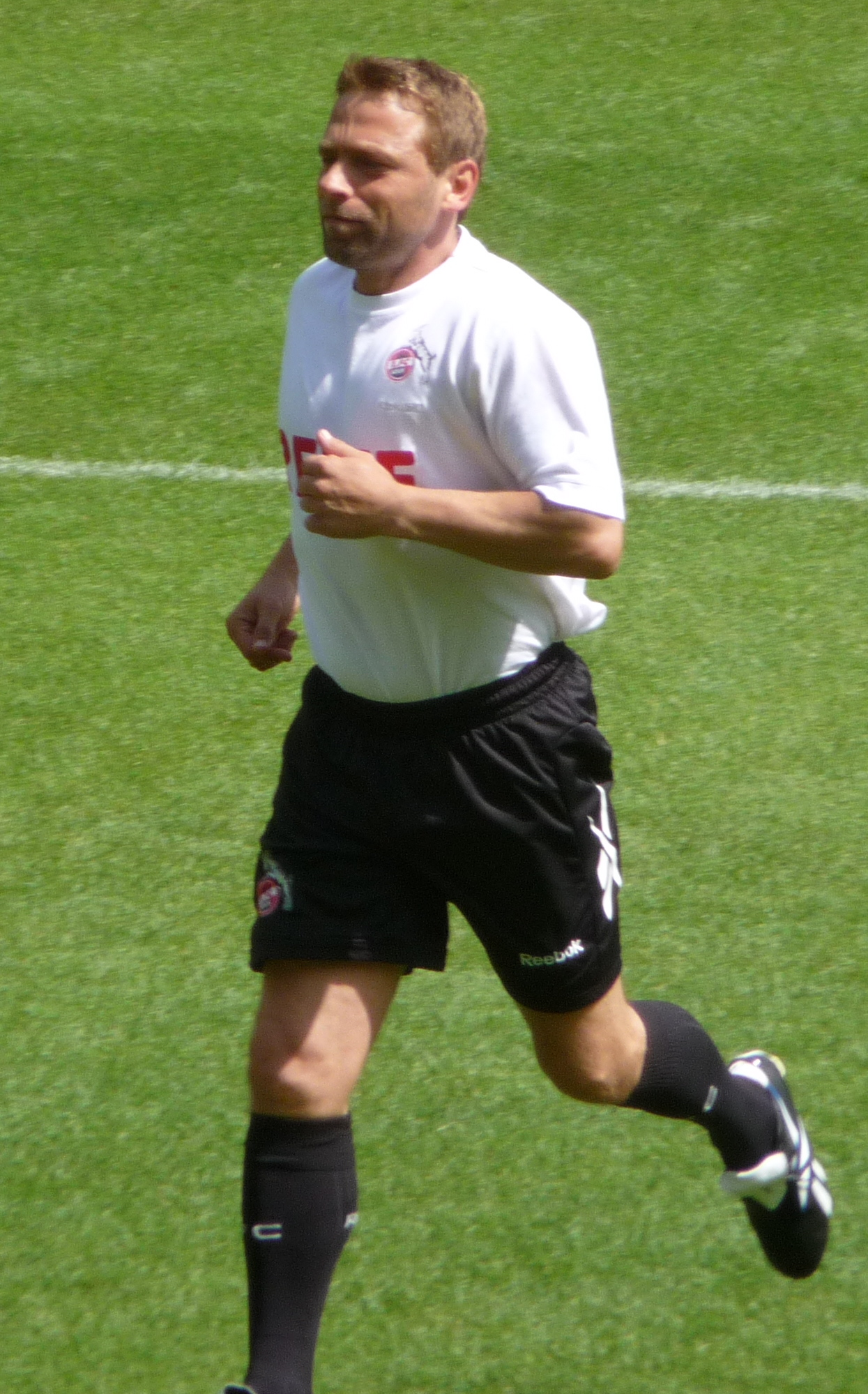
Thomas Häßler

- 30. Mai: Thomas Häßler, deutscher Fußballspieler
- 31. Mai: Thomas Kastenmaier, deutscher Fußballspieler
- 31. Mai: Alfonso Menéndez, spanischer Bogenschütze

### Juni

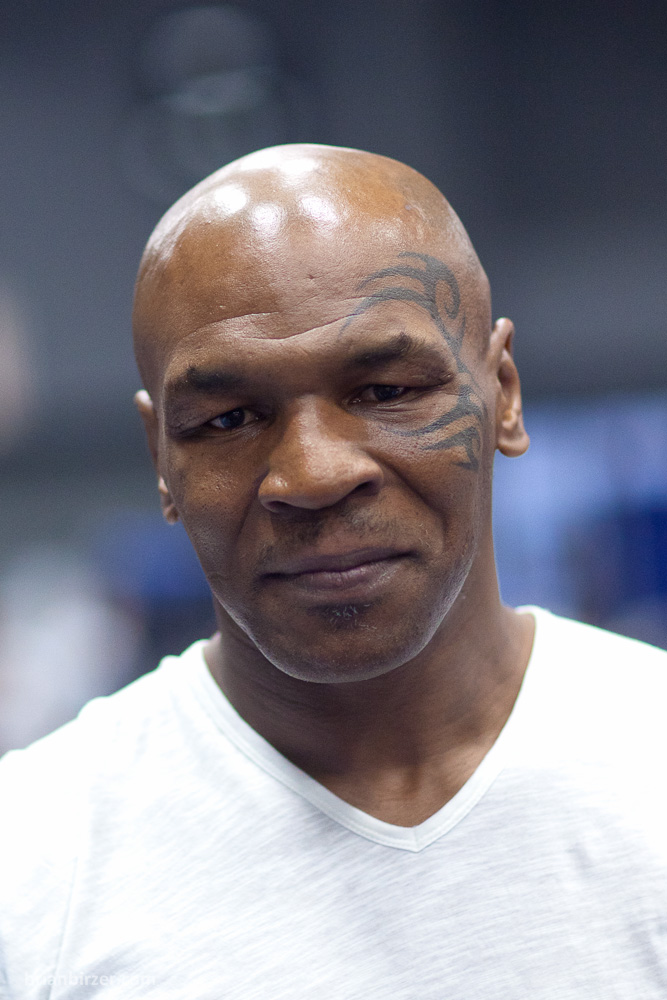
Mike Tyson

- 01. Juni: Abel Balbo, argentinischer Fußballspieler
- 01. Juni: Mitchell Browne, antiguanischer Sprinter
- 04. Juni: Cristóbal Aranda Cristtel, andorranischer Fußballspieler
- 04. Juni: Annett Hesselbarth, deutsche Leichtathletin
- 06. Juni: Fernando Kanapkis, uruguayischer Fußballspieler
- 06. Juni: Anthony Yeboah, ghanaischer Fußballspieler
- 10. Juni: Nico Thomas, indonesischer Boxer
- 11. Juni: Gary Kwok, kanadischer Automobilrennfahrer
- 12. Juni: Erica van den Heuvel, niederländische Badmintonspielerin
- 14. Juni: Rikard Bergh, schwedischer Tennisspieler
- 16. Juni: Kay Germann, deutscher Handballspieler und -trainer
- 16. Juni: Jan Železný, tschechischer Leichtathlet
- 19. Juni: Nils Becker, deutscher Basketballspieler
- 19. Juni: Katrin Stotz, deutsche Skirennläuferin
- 21. Juni: Guillermo Sanguinetti, uruguayischer Fußballspieler und -trainer
- 21. Juni: Pierre Thorsson, schwedischer Handballspieler und -trainer
- 22. Juni: Michael Park, britischer Copilot im Rallyesport († 2005)
- 23. Juni: Oliver-Sven Buder, deutscher Leichtathlet
- 24. Juni: Bernhard Winkler, deutscher Fußballspieler und -trainer
- 24. Juni: Marianne Flotron, Schweizer Curlerin
- 25. Juni: Bernd Metzke, deutscher Handballspieler
- 25. Juni: Dikembe Mutombo, kongolesisch-US-amerikanischer Basketballspieler († 2024)
- 26. Juni: Kenny Achampong, englischer Fußballspieler
- 26. Juni: Jirko Malchárek, slowakischer Automobilrennfahrer und Politiker
- 28. Juni: Arnaud Trévisiol, französischer Automobilrennfahrer
- 28. Juni: Craig van der Wath, südafrikanischer Squashspieler und -trainer
- 30. Juni: Andrei Abduwalijew, russischer Hammerwerfer
- 30. Juni: Mike Tyson, US-amerikanischer Schwergewichtsboxer

### Juli

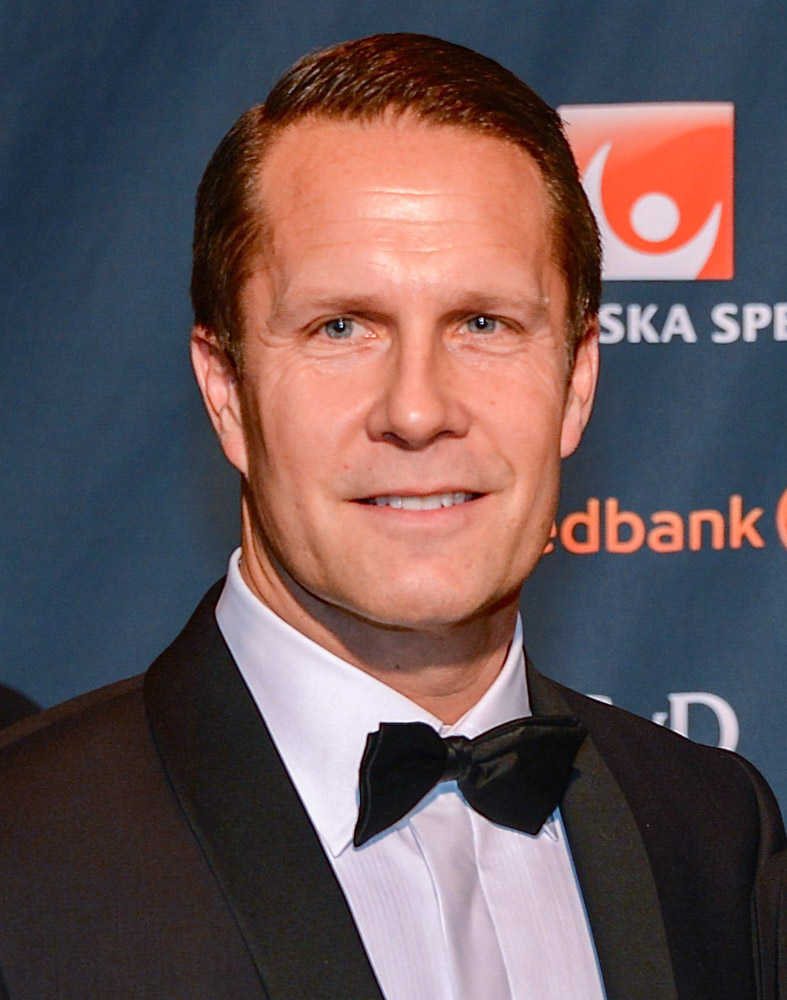
Ola Andersson

- 01. Juli: Ola Andersson, schwedischer Fußballspieler, -trainer und -funktionär
- 01. Juli: Simon Arkell, australischer Stabhochspringer
- 01. Juli: Stéphan Caron, französischer Schwimmer
- 01. Juli: Zita Funkenhauser, deutsche Florettfechterin
- 03. Juli: Daniel Plaza, spanischer Leichtathlet und Olympiasieger
- 04. Juli: Gabor Csontos, deutscher Volleyballspieler
- 05. Juli: Gianfranco Zola, italienischer Fußballspieler
- 09. Juli: Pauline Davis-Thompson, bahamaische Leichtathletin
- 10. Juli: Felix Álvarez, andorranischer Fußballspieler
- 10. Juli: Enrico Annoni, italienischer Fußballspieler und -trainer
- 12. Juli: Jeff Bucknum, US-amerikanischer Automobilrennfahrer
- 12. Juli: Şahin Diniyev, aserbaidschanischer Fußballspieler und -trainer
- 14. Juli: Julia Antipowa, sowjetisch-russische Rennrodlerin
- 14. Juli: Ralf Waldmann, deutscher Motorradrennfahrer († 2018)
- 16. Juli: Nikos Anastasiadis, griechischer Skilangläufer und Biathlet
- 18. Juli: Kathrin Neimke, deutsche Leichtathletin
- 18. Juli: Dan O’Brien, US-amerikanischer Zehnkämpfer
- 18. Juli: Sabine Richter, deutsche Leichtathletin
- 19. Juli: Maik Handschke, deutscher Handballspieler und -trainer
- 22. Juli: Dieter Seidenkranz, deutscher Kraftsportler († 2006)
- 23. Juli: Uwe Fuchs, deutscher Fußballspieler
- 26. Juli: Angelo Di Livio, italienischer Fußballspieler
- 28. Juli: Marina Klimowa, russische Eiskunstläuferin und Olympiasiegerin
- 28. Juli: Xaver Zembrod, deutscher Fußballspieler und -trainer
- 29. Juli: Sally Gunnell, britische Leichtathletin und Olympiasiegerin
- 29. Juli: Ingrid Haralamow, Schweizer Kanutin
- 30. Juli: Veronika Wallinger, österreichische Skirennläuferin
- 31. Juli: Valdas Ivanauskas, litauischer Fußballspieler und -trainer
- 31. Juli: Iwan Zonow, bulgarischer Ringer und Ringertrainer

### August

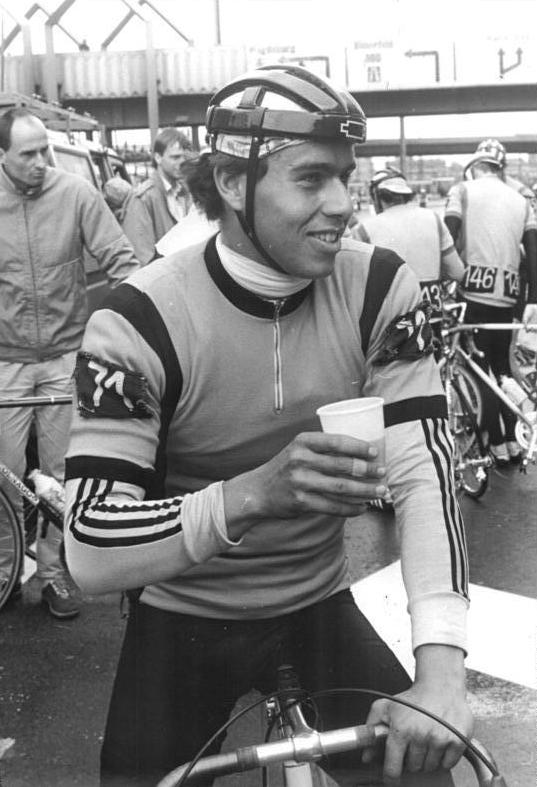
Ralf Schmidt

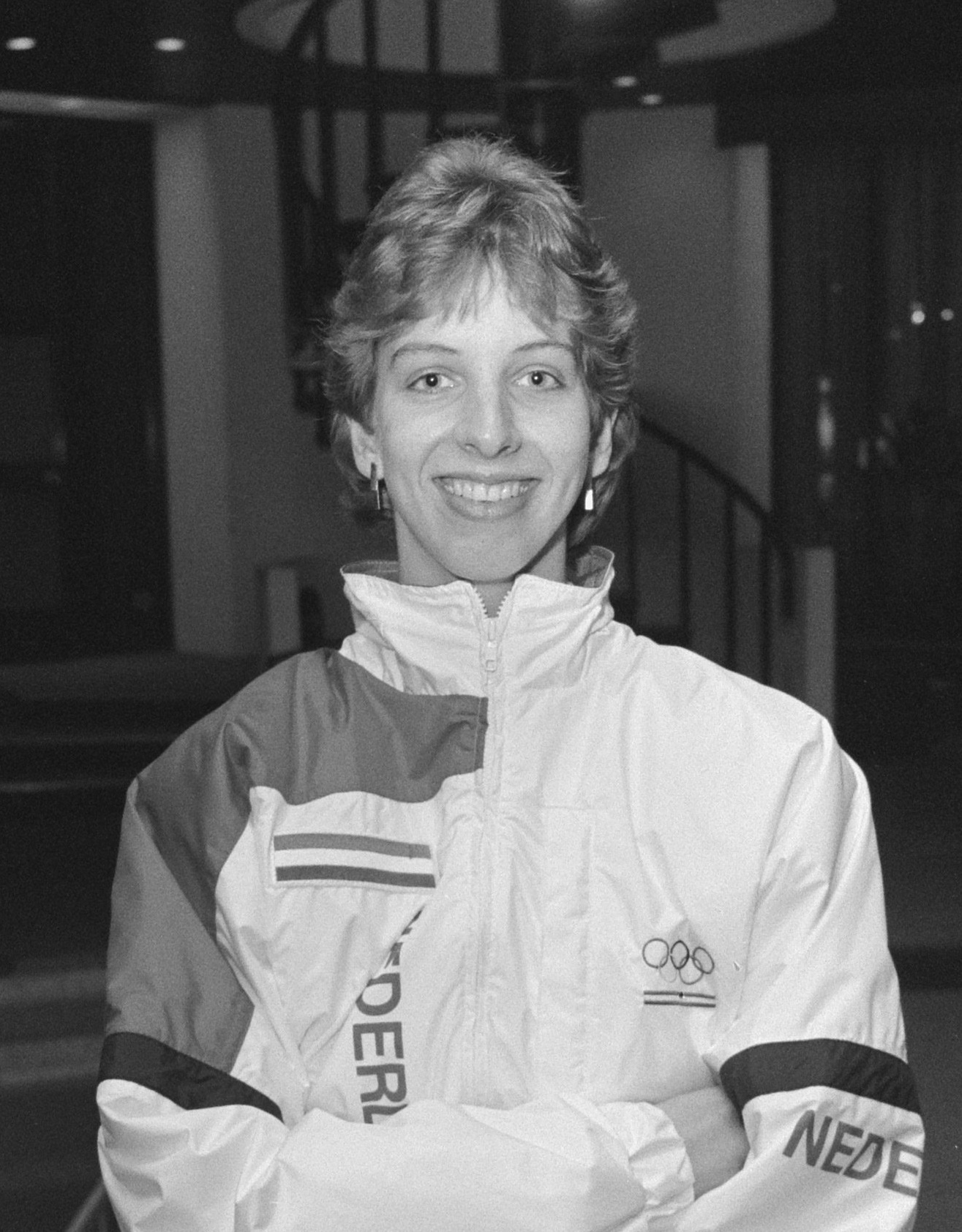
Christine Aaftink

- 06. August: Ralf Schmidt, deutscher Radsportler
- 07. August: Dieter Depping, deutscher Rallyefahrer
- 10. August: Udo Bölts, deutscher Radrennfahrer
- 10. August: Hossam Hassan, ägyptischer Fußballspieler
- 10. August: Ibrahim Hassan Hussein, ägyptischer Fußballspieler
- 11. August: Bengt Andersson, schwedischer Fußballspieler
- 12. August: Uwe Abel, deutscher Fußballspieler
- 12. August: Daniel Simmes, deutscher Fußballspieler
- 14. August: Freddy Rincón, kolumbianischer Fußballspieler († 2022)
- 15. August: Evgeny Agrest, schwedischer Schachspieler
- 15. August: Kazuto Sakata, japanischer Motorradrennfahrer
- 16. August: Eddie Olczyk, polnisch-US-amerikanischer Eishockeyspieler und -trainer
- 17. August: Franziska Rochat-Moser, Schweizer Leichtathletin († 2002)
- 17. August: Igor Trandenkow, russischer Stabhochspringer
- 20. August: Patrik Andreasson, schwedischer Badmintonspieler
- 20. August: Markus Gandler, österreichischer Skilangläufer und Skisportfunktionär
- 23. August: Rhonda Cator, australische Badmintonspielerin
- 23. August: Alexander König, deutscher Eiskunstläufer und Eiskunstlauftrainer
- 24. August: Torsten Fröhling, deutscher Fußballtrainer und Fußballspieler
- 25. August: Christine Aaftink, niederländische Eisschnellläuferin
- 25. August: Agostino Abbagnale, italienischer Ruderer
- 26. August: Laura Bruschini, italienische Beachvolleyballspielerin
- 26. August: Kari Tiainen, finnischer Motorradsportler
- 27. August: René Higuita, kolumbianischer Fußballspieler
- 28. August: Michele Padovano, italienischer Fußballspieler

### September

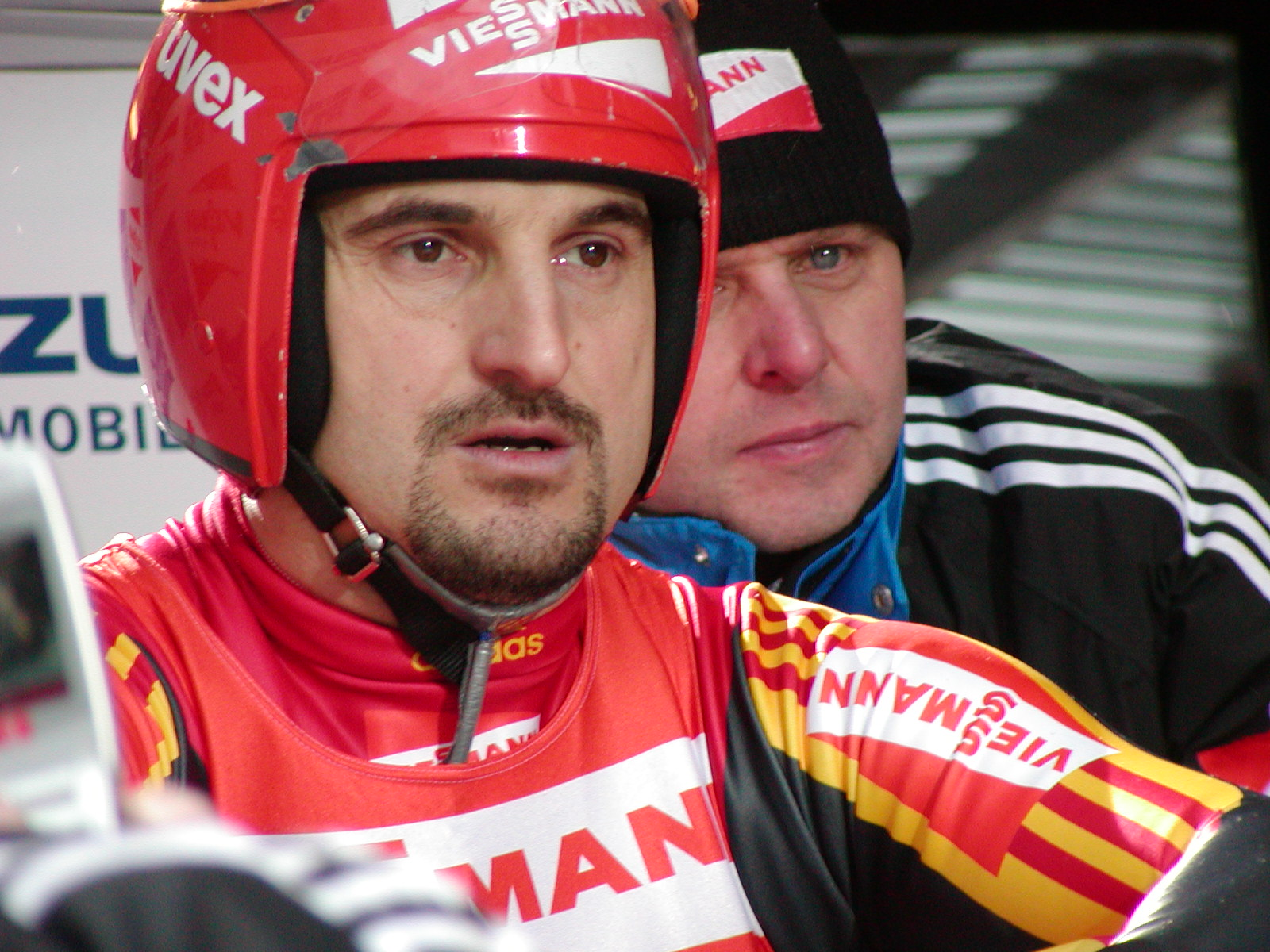
Georg Hackl

- 01. September: Tim Hardaway, US-amerikanischer Basketballspieler
- 02. September: Olivier Panis, französischer Automobilrennfahrer
- 04. September: Gary Neiwand, australischer Bahnradfahrer
- 06. September: Andreas Hahn, deutscher Fußballspieler
- 07. September: Gunda Niemann-Stirnemann, deutsche Eisschnellläuferin
- 07. September: Wladimir Andrejew, russischer Leichtathlet
- 09. September: Georg Hackl, deutscher Rennrodler und dreifacher Olympiasieger
- 15. September: Andrew Landenberger, australischer Segler
- 15. September: Dejan Savićević, jugoslawischer Fußballspieler
- 16. September: Kevin Young, US-amerikanischer Leichtathlet
- 20. September: Doris Pecher, deutsche Wasserspringerin und Sportfunktionärin
- 20. September: Thomas Seeliger, deutscher Fußballspieler
- 21. September: Kerrin Lee-Gartner, kanadische Skirennläuferin
- 21. September: Tab Ramos, US-amerikanischer Fußballspieler und -trainer
- 22. September: Mike Richter, US-amerikanischer Eishockeyspieler
- 24. September: Dingaan Thobela, südafrikanischer Profiboxer († 2024)
- 25. September: Joseph Kipsang, kenianischer Leichtathlet
- 26. September: Dirk Anders, deutscher Fußballspieler
- 26. September: Frankie Andreu, US-amerikanischer Radrennfahrer und Sportdirektor
- 29. September: Jürgen Hartz, deutscher Handballspieler

### Oktober
- 01. Oktober: George Weah, liberianischer Fußballspieler und Politiker
- 05. Oktober: Inessa Krawez, ukrainische Leichtathletin und Olympiasiegerin
- 07. Oktober: Tania Aebi, US-amerikanische Seglerin und Buchautorin
- 07. Oktober: Vincenzo Sospiri, italienischer Automobilrennfahrer
- 08. Oktober: Olaf Janßen, deutscher Fußballspieler und Fußballtrainer
- 09. Oktober: Thomas Eichin, deutscher Fußballspieler
- 10. Oktober: Tony Adams, englischer Fußballspieler
- 10. Oktober: Elana Meyer, südafrikanische Leichtathletin und Olympionikin
- 11. Oktober: Fehaid al-Deehani, kuwaitischer Sportschütze
- 11. Oktober: Bill Sweedler, US-amerikanischer Automobilrennfahrer und Unternehmer
- 12. Oktober: Rhona Martin, schottische Curlerin und Olympiasiegerin
- 12. Oktober: Roberto Néstor Sensini, argentinischer Fußballspieler und -trainer
- 15. Oktober: Zoran Đorđić, serbischer Handballspieler
- 15. Oktober: Jorge Campos, mexikanischer Fußballspieler
- 16. Oktober: Andreas Hill, deutscher Fußballspieler
- 16. Oktober: Stefan Reuter, deutscher Fußballspieler
- 17. Oktober: Jürgen Rollmann, deutscher Fußballspieler, Diplom-Journalist
- 19. Oktober: Jens Fiedler, deutscher Handballspieler und -trainer
- 19. Oktober: Patricia Neske, deutsche Eiskunstläuferin
- 21. Oktober: Lars-Börje Eriksson, schwedischer Skirennläufer
- 22. Oktober: Juri Arbatschakow, russischer Boxer
- 22. Oktober: Thomas Vrabec, schweizerisch-tschechischer Eishockeyspieler
- 23. Oktober: Alessandro Zanardi, italienischer Automobilrennfahrer und Handbiker
- 25. Oktober: Sergej Syrzow, russischer Gewichtheber
- 27. Oktober: Gudrun Arnitz, österreichische Skirennläuferin
- 27. Oktober: Nicole Petignat, Schweizer Fußballschiedsrichterin
- 28. Oktober: Steve Atwater, US-amerikanischer American-Football-Spieler
- 30. Oktober: Ljudmila Rogatschowa, russische Leichtathletin und Olympionikin

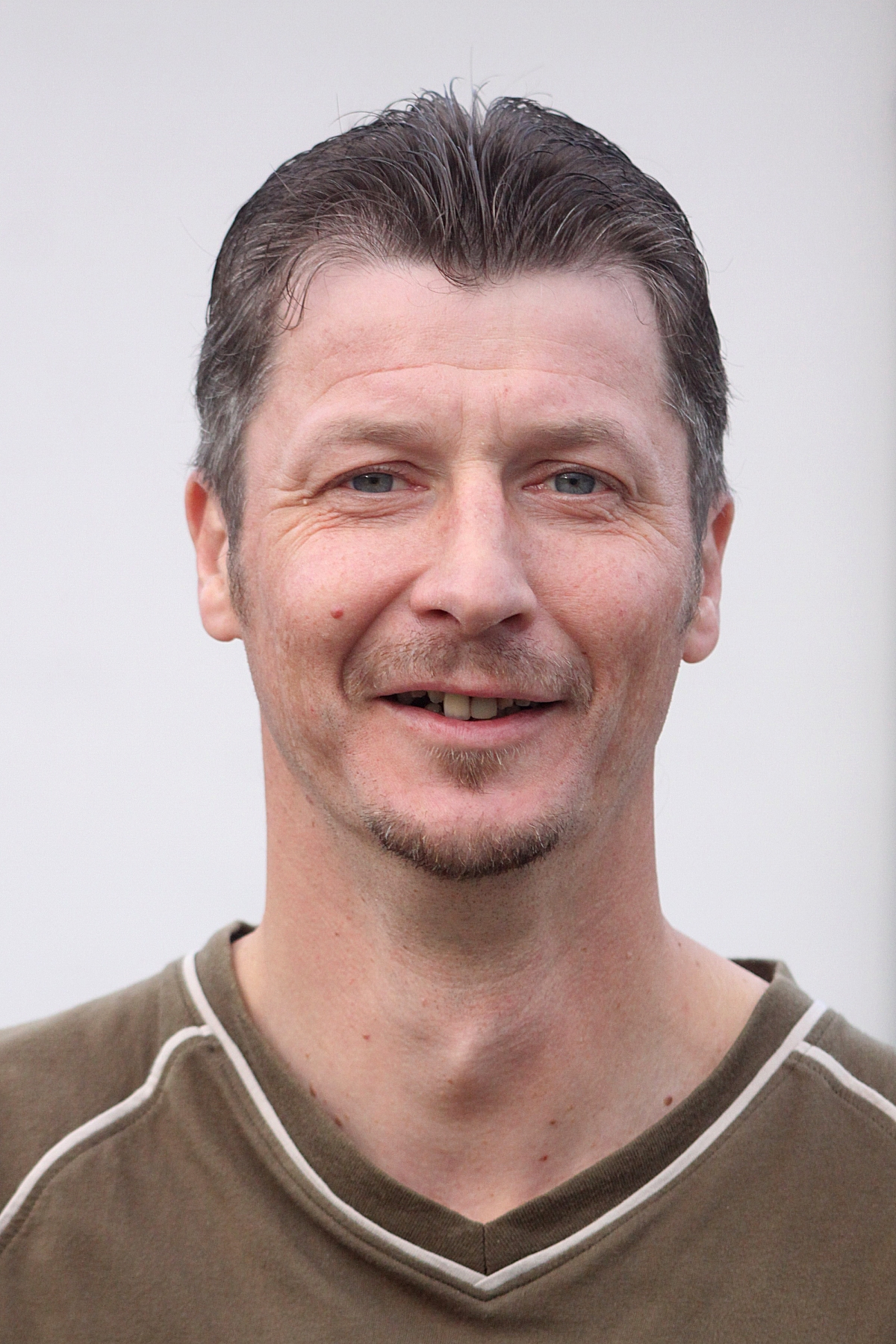
Ernst Aigner

- 31. Oktober: Ernst Aigner, österreichischer Fußballspieler
- 31. Oktober: Harald Spörl, deutscher Fußballspieler

### November
- 01. November: Henry Blatter, deutscher Handballspieler

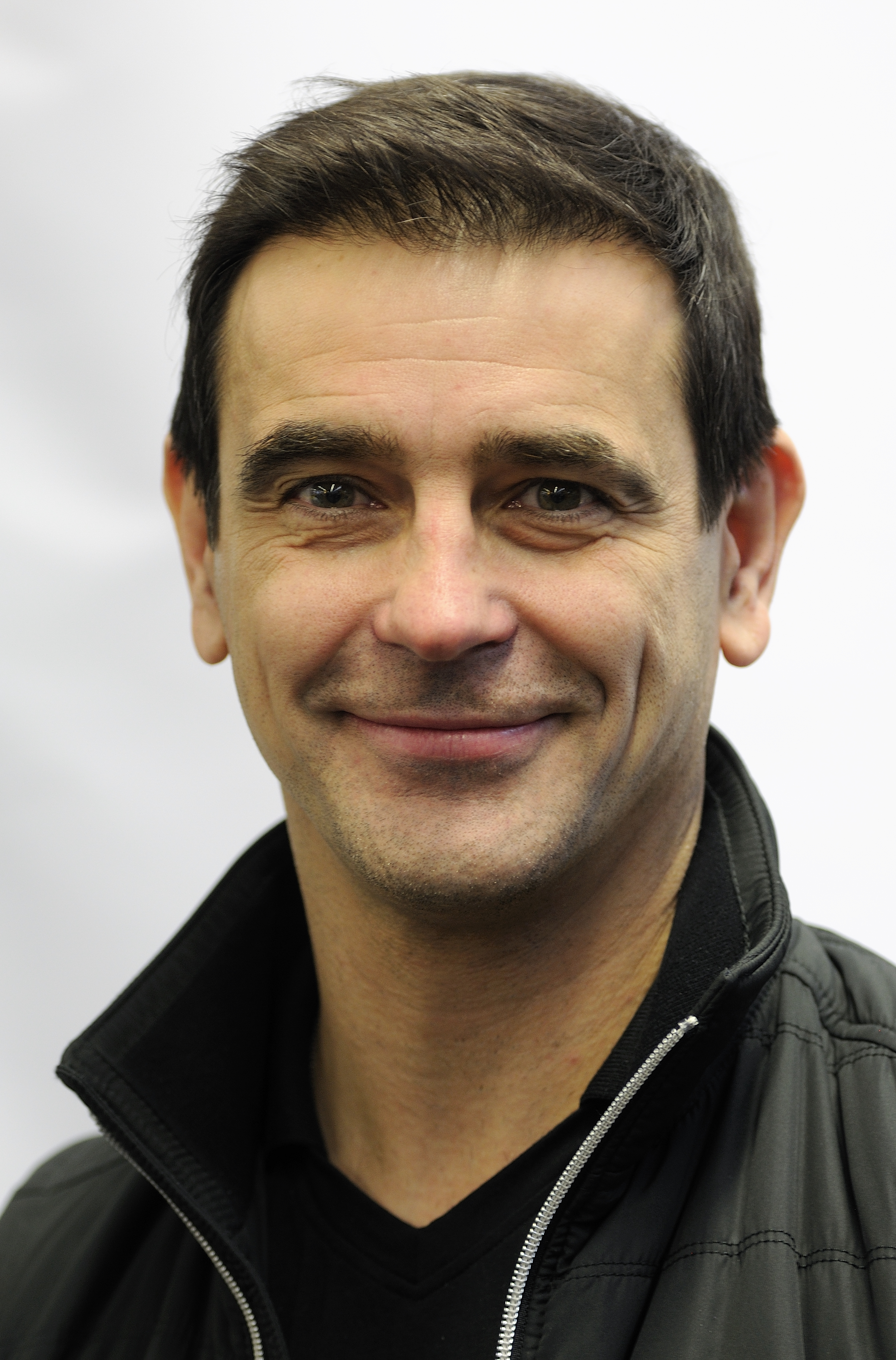
Ingo Steuer

- 01. November: Ingo Steuer, deutscher Eiskunstläufer und Eiskunstlauftrainer
- 02. November: Bernd Dreher, deutscher Fußballspieler
- 07. November: Isolde Holderied, deutsche Rallyefahrerin
- 07. November: Ursula Lohn, deutsche Fußballspielerin
- 07. November: Frans Verhoeven, niederländischer Endurorennfahrer
- 12. November: Anette Norberg, schwedische Curlerin
- 14. November: Petra Rossner, deutsche Meisterin im Straßenrennen und Olympiasiegerin
- 18. November: LaVonna Martin, US-amerikanische Leichtathletin
- 19. November: Gail Devers, US-amerikanische Leichtathletin
- 20. November: Pierpaolo Bisoli, italienischer Fußballspieler und -trainer
- 20. November: Silke „Silla“ Gnad, deutsche Handballspielerin
- 21. November: Troy Kenneth Aikman, US-amerikanischer American-Football-Spieler
- 21. November: José Charbonneau, kanadischer Eishockeyspieler
- 27. November: Frauke Kuhlmann, deutsche Fußballspielerin
- 29. November: John Layfield, US-amerikanischer Wrestler
- 29. November: Olaf Zehe, deutscher Handballspieler

### Dezember
- 03. Dezember: Flemming Povlsen, dänischer Fußballspieler
- 07. Dezember: Shin’ichi Itō, japanischer Motorradrennfahrer
- 08. Dezember: Hope Powell, englische Fußballspielerin und -trainerin
- 12. Dezember: Maurizio Gaudino, deutscher Fußballspieler
- 14. Dezember: Fabrizio Giovanardi, italienischer Automobilrennfahrer
- 16. Dezember: Dennis Wise, englischer Fußballspieler und Trainer
- 17. Dezember: Yūko Arimori, japanische Langstreckenläuferin
- 17. Dezember: Waleri Ljukin, sowjetischer Kunstturner und Olympiasieger 1988
- 19. Dezember: Alberto Tomba, italienischer Skirennfahrer
- 22. Dezember: Dmitri Bilosertschew, sowjetischer bzw. russischer Kunstturner und Olympiasieger
- 22. Dezember: Dawda Jallow, gambischer Leichtathlet
- 24. Dezember: Jörg Behrend, deutscher Geräteturner
- 25. Dezember: Toshihiro Arai, japanischer Rallyefahrer
- 25. Dezember: Mianne Bagger, dänische Golferin
- 25. Dezember: Britta Unsleber, deutsche Fußballspielerin
- 29. Dezember: Laurent Boudouani, französischer Boxer
- 29. Dezember: Stefano Eranio, italienischer Fußballspieler und -trainer
- 29. Dezember: Heimo Pfeifenberger, österreichischer Fußballspieler

### Genaues Datum unbekannt
- Abdurahman Jallow, gambischer Sprinter

## Gestorben

### Januar
- 02. Januar: Edwin Swatek, US-amerikanischer Schwimmer und Wasserballspieler (* 1885)
- 03. Januar: Jaakko Friman, finnischer Eisschnellläufer (* 1899)
- 03. Januar: Georges Wagemans, belgischer Eiskunstläufer (* 1880)
- 11. Januar: Arno Glockauer, deutscher Turner (* 1888)
- 11. Januar: Hannes Kolehmainen, finnischer Langstreckenläufer (* 1886)
- 13. Januar: Erkki Gustafsson, finnischer Fußballspieler (* 1912)
- 13. Januar: Harald Hedjerson, schwedischer Skisportler (* 1913)
- 14. Januar: Bill Carr, US-amerikanischer Leichtathlet (* 1909)
- 14. Januar: Bruno Trojani, Schweizer Skispringer (* 1907)
- 15. Januar: Heinrich Keimig, deutscher Handballspieler (* 1913)
- 16. Januar: Asbjørn Wang, norwegischer Schwimmer (1899)
- 20. Januar: Peder Larsen Pedersen, dänischer Turner (* 1880)
- 21. Januar: Cyril Seedhouse, britischer Sprinter (* 1892)
- 23. Januar: Gustaf Olson, schwedischer Turner (* 1883)
- 26. Januar: James Thompson, kanadischer Schwimmer (* 1906)
- 26. Januar: Ödön Toldi, ungarischer Schwimmer (* 1893)
- 28. Januar: Paolo Costoli, italienischer Schwimmer und Wasserballspieler (* 1910)
- 29. Januar: Friedrich Demmer, österreichischer Eishockeyspieler (* 1911)
- 30. Januar: Erik Bergström, schwedischer Fußballspieler (* 1886)
- 30. Januar: Géza Tuli, ungarischer Turner (* 1888)
- 31. Januar: Holger Baden, dänischer Langstreckenläufer (* 1892)
- 31. Januar: Frej Liewendahl, finnischer Leichtathlet (* 1902)

### Februar
- 09. Februar: Bruno Ahlberg, finnischer Boxer (* 1911)
- 14. Februar: René Barbier, französischer Fechter (* 1891)
- 18. Februar: Rick Bockelie, norwegischer Segler (* 1902)
- 18. Februar: Frederick Dix, britischer Eisschnellläufer (* 1883)
- 22. Februar: Georg Erdmann, norwegischer Sportschütze und Fechter (* 1875)

### März
- 02. März: Théodore Le Du, französischer Automobilrennfahrer (* 1893)
- 05. März: Konstandinos Spetsiotis, griechischer Geher (* 1883)
- 06. März: Charles Lomberg, schwedischer Leichtathlet (* 1886)
- 06. März: Walter Nehb, deutscher Leichtathlet (* 1908)
- 07. März: Hilding Ekman, schwedischer Leichtathlet (* 1893)
- 12. März: Roberto Vestrini, italienischer Ruderer (* 1908)
- 13. März: Werner Magnusson, schwedischer Leichtathlet (* 1890)
- 14. März: John Slim, britischer Ringer und Boxtrainer (* 1885)
- 15. März: James Donahue, US-amerikanischer Leichtathlet (* 1885)
- 17. März: Santiago Lovell, argentinischer Boxer (* 1912)
- 26. März: Victor Hochepied, französischer Schwimmer (* 1883)
- 26. März: Hilde Schrader, deutsche Schwimmerin (* 1910)
- 28. März: Josef Waitzer, deutscher Leichtathlet (* 1884)

### April
- 02. April: Aatto Pietikäinen, finnischer Skispringer (* 1921)
- 05. April: Ragnar Ekberg, schwedischer Leichtathlet (* 1886)
- 06. April: Fritz Jack, deutscher Fechter (* 1879)
- 10. April: Karl August Magnussen, dänischer Radrennfahrer (* 1915)
- 13. April: Katsuo Takaishi, japanischer Schwimmer (* 1906)
- 14. April: Niels Møller, dänischer Segler (* 1897)
- 18. April: Edward Fitzgerald, US-amerikanischer Eishockeyspieler (* 1890)
- 18. April: Allie Morrison, US-amerikanischer Ringer (* 1904)
- 19. April: Gösta Åsbrink, schwedischer Gerätturner und Moderner Fünfkämpfer (* 1881)
- 20. April: Jens Kirkegaard, dänischer Turner (* 1889)
- 22. April: Dieter Krumpholz, deutscher Motorradrennfahrer (* 1941)
- 26. April: Samuel Kahanamoku, US-amerikanischer Schwimmer und Surfer (* 1902)
- 28. April: Anders Pedersen, dänischer Boxer (* 1899)
- 29. April: Hugo Friend, US-amerikanischer Weitspringer und Hürdenläufer (* 1881)
- 29. April: Blaine Sexton, britischer Eishockeyspieler (* 1892)
- 000April: Walter Whalen, US-amerikanischer Leichtathlet (* 1898)

### Mai
- 02. Mai: Torsten Kumfeldt, schwedischer Wasserballspieler und Schwimmer (* 1886)
- 02. Mai: Jack London, britischer Leichtathlet (* 1905)
- 14. Mai: Karl Hähnel, deutscher Leichtathlet (* 1892)
- 15. Mai: Jaroslav Vítek, tschechoslowakischer Leichtathlet (* 1915)
- 16. Mai: Robert Pražák, tschechoslowakischer Turner (* 1892)
- 16. Mai: Georges Van Den Bossche, belgischer Ruderer (* 1892)
- 17. Mai: Olav Kjelbotn, norwegischer Skilangläufer (* 1898)
- 20. Mai: Jacob Hergenhahn, deutsch-US-amerikanischer Kunstturner (* 1881)
- 20. Mai: Armando Latini, italienischer Radrennfahrer (* 1913)
- 24. Mai: Ove Frederiksen, dänischer Tennisspieler (* 1884)
- 28. Mai: Harry Haraldsen, norwegischer Eisschnellläufer und Bahnradsportler (* 1911)
- 000Mai: Josef Schneider, Schweizer Ruderer (* 1891)

### Juni
- 05. Juni: Arthur Edwin Hill, britischer Wasserballspieler (* 1888)
- 11. Juni: Alfred Berger, österreichischer Eiskunstläufer (* 1894)
- 11. Juni: Bernard Schmetz, französischer Fechter und Fechtsportfunktionär (* 1904)
- 15. Juni: Richard Sanford, US-amerikanischer Hindernisläufer (* 1877)
- 16. Juni: Herbert Kessler, Schweizer Eishockeyspieler und -schiedsrichter (* 1912)
- 21. Juni: Edward Gourdin, US-amerikanischer Leichtathlet (* 1897)
- 22. Juni: Thaddeus Shideler, US-amerikanischer Leichtathlet (* 1883)
- 29. Juni: Robert Zander, schwedischer Fußballtorhüter (* 1895)

### Juli
- 01. Juli: Frank Verner, US-amerikanischer Leichtathlet (* 1883)
- 05. Juli: Anders Moen, norwegischer Turner (* 1887)
- 07. Juli: Homer Byington, US-amerikanischer Tennisspieler (* 1879)
- 12. Juli: Nicolas Kanivé, luxemburgischer Kunstturner (* 1887)
- 17. Juli: Nils Dahl, norwegischer Mittel- und Langstreckenläufer (* 1882)
- 20. Juli: Herbert Perry, britischer Sportschütze (* 1894)
- 22. Juli: Bernard Carp, niederländischer Segler (* 1901)
- 24. Juli: José Magnani, brasilianischer Radrennfahrer (* 1913)
- 30. Juli: Väinö Tiiri, finnischer Turner (* 1886)
- 000Juli: Joseph Organ, US-amerikanischer Leichtathlet (* 1891)

### August
- 01. August: Robey Leibbrandt, südafrikanischer Boxer (* 1913)
- 04. August: William Maynes, kanadischer Leichtathlet (* 1902)
- 08. August: Teddy Billington, US-amerikanischer Radrennfahrer (* 1882)
- 08. August: James Soutter, britischer Sprinter und Mittelstreckenläufer (* 1885)
- 11. August: Ettore Bellotto, italienischer Turner (* 1895)
- 12. August: Thomas Johnson, englischer Radrennfahrer (* 1886)
- 16. August: Carl Klæth, norwegischer Turner (* 1887)
- 23. August: Guillermo Gorostiza, spanischer Fußballspieler (* 1909)
- 24. August: Tadeusz Komorowski, polnischer Reitsportler (* 1895)
- 25. August: Zoltán Schenker, ungarischer Fechter (* 1880)
- 31. August: Jaroslav Jirkovský, tschechoslowakischer Eishockey- und Fußballspieler (* 1891)
- 31. August: Dolf van der Scheer, niederländischer Eisschnellläufer (* 1909)
- 000August: Gordon Dukes, US-amerikanischer Stabhochspringer (* 1888)

### September
- 01. September: Antoine Mazairac, niederländischer Radrennfahrer (* 1901)
- 05. September: Dezső Lauber, ungarischer Sportler und Architekt (* 1879)
- 05. September: Herbert Wetter, norwegischer Schwimmer (* 1891)
- 12. September: Heinrich Stuhlfauth, deutscher Fußballtorhüter (* 1896)
- 13. September: Alfred Engelsen, norwegischer Turner und Wasserspringer (* 1893)
- 19. September: Albert Divo, französischer Automobilrennfahrer (* 1895)
- 19. September: Hermann von Oppeln-Bronikowski, deutscher Dressurreiter (* 1899)
- 20. September: Louis Wilhelme, französischer Leichtathlet (* 1900)
- 22. September: Hans Halberstadt, deutscher Fechter (* 1885)
- 23. September: László Muskát, ungarischer Leichtathlet (* 1903)

### Oktober
- 07. Oktober: Mauritz Johansson, schwedischer Sportschütze (* 1881)
- 07. Oktober: Hans Meulengracht-Madsen, dänischer Segler (* 1885)
- 09. Oktober: Pierre Van Reyschoot, belgischer Eishockeyspieler (* 1906)
- 10. Oktober: Charlotte Cooper, englische Tennisspielerin (* 1870)
- 17. Oktober: Sidney Hatch, US-amerikanischer Langstreckenläufer (* 1883)
- 22. Oktober: Anders Møller, dänischer Ringer (* 1883)
- 25. Oktober: Gustav Collin, schwedischer Schwimmer (* 1890)
- 25. Oktober: Carlos Rocuant, chilenischer Radrennfahrer (* 1903)
- 28. Oktober: Robert Charpentier, französischer Radrennfahrer (* 1916)
- 30. Oktober: Bernard Prendergast, jamaikanischer Leichtathlet (* 1911)

### November
- 01. November: Charles Catterall, südafrikanischer Boxer (* 1914)
- 01. November: Ben Lear, US-amerikanischer Vielseitigkeitsreiter (* 1879)
- 05. November: Peder Pedersen, dänischer Fußballspieler (* 1882)
- 11. November: Carl Jonsson, schwedischer Tauzieher (* 1885)
- 14. November: Gustavo Marzi, italienischer Fechter (* 1908)
- 16. November: Alfred Neuland, estnischer Gewichtheber (* 1895)
- 17. November: Walden Martin, US-amerikanischer Radrennfahrer (* 1891)
- 15. November: Dimitrios Tofalos, griechischer Gewichtheber und Ringer (* 1884)
- 19. November: Hens Dekkers, niederländischer Boxer (* 1915)
- 22. November: Roger Delano, französischer Automobilrennfahrer (* 1898)
- 25. November: István Donogán, ungarischer Leichtathlet (* 1897)
- 27. November: Jean Hervé, französischer Rugbyspieler (* 1884)
- 28. November: Ferenc Szűts, ungarischer Turner (* 1891)
- 000November: Charles Haberkorn, US-amerikanischer Tauzieher und Ringer (* 1880)

### Dezember
- 03. Dezember: Eric Sandberg, schwedischer Segler (* 1884)
- 04. Dezember: Einar Mässeli, finnischer Skilangläufer (* 1898)
- 07. Dezember: Herbert Müller, deutscher Hockeyspieler (* 1904)
- 12. Dezember: Karl Ruberl, österreichisch-US-amerikanischer Schwimmer (* 1880)
- 13. Dezember: Nils Frykberg, schwedischer Mittel- und Langstreckenläufer (* 1888)
- 13. Dezember: George Rennie, kanadischer Lacrossespieler (* 1883)
- 18. Dezember: Filippo Pascucci, italienischer Fußballtrainer (* 1907)
- 20. Dezember: Lloyd Spooner, US-amerikanischer Sportschütze (* 1884)
- 23. Dezember: Arie de Jong, niederländischer Fechter (* 1882)
- 24. Dezember: Erik Sætter-Lassen, dänischer Sportschütze (* 1892)
- 24. Dezember: Knut Torell, schwedischer Turner (* 1885)
- 27. Dezember: Frankie Genaro, US-amerikanischer Boxer (* 1901)
- 28. Dezember: Carl Osburn, US-amerikanischer Sportschütze (* 1884)
- 000Dezember: Ralph Harrison, britischer Geher (* 1885)

### Genaues Datum unbekannt
- Jack Dickin, britischer Schwimmer und Wasserballspieler (* 1899)